# پل شومدی دو مزنو
پل شومدی دو مزنو(به فرانسوی: Paul Chomedey de Maisonneuve)(زادهٔ ۱۵ فوریه ۱۶۱۲- مرگ ۹ سپتامبر ۱۶۷۶) افسر فرانسوی و بنیادگذار شهر مونرئال بود.
مکان‌های چندی به افتخار او نام‌گذاری گشته‌اند.

## کارنامه

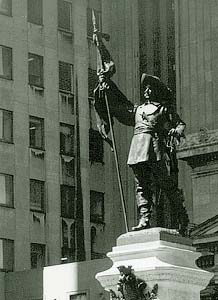
مجسمه پل شومدی دو مزنو

او که از طبقهٔ اشراف بود از ۱۳ سالگی به ارتش پیوست. مزنو در فرانسه مامور رساندن و پاسداری گروهی از کوچندگان به قارهٔ جدید شد که میخواستند در جزیره مونترال در فرانسه جدید ساکن شوند. در ۱۶۴۱ او رهسپار کبک شد و پندهای باشندگان کبک را دربارهٔ خطر ایروکواها به ریشخند گرفت. او مستعمره را پایه‌ریخت ولی از ۱۶۴۳ مستعمره‌نشینان گرفتار تازش‌های ایروکواها گشتند. در یکی از این درگیری‌ها هم مزنو به سختی زخمی شد. هوده آنکه تا ۱۶۵۸ مونترئال رشد منفی داشت و ساکنان تازه‌اش رو به سوی کبک می‌نهادند.
مزنو سرانجام در سفری که به پاریس رفته بود درگذشت.

## نگارخانه

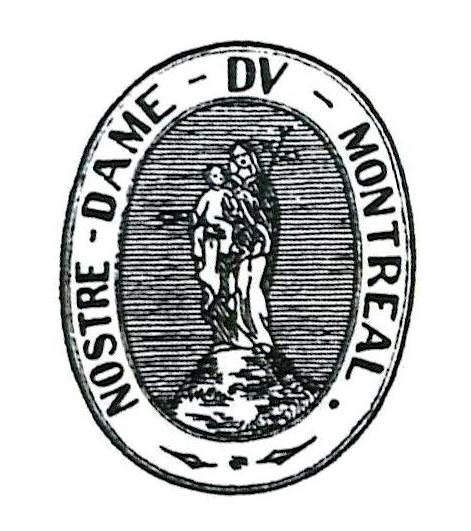
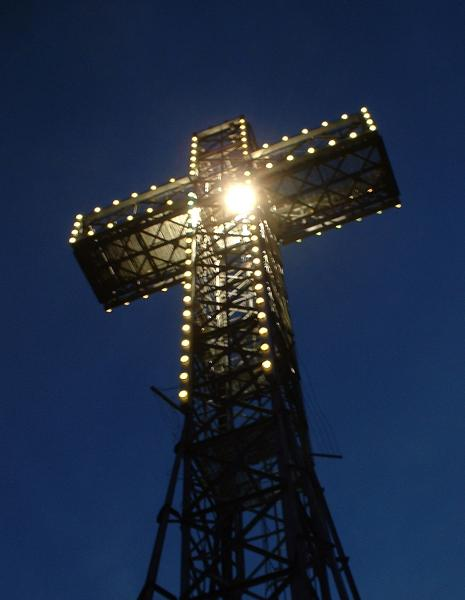
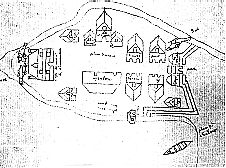
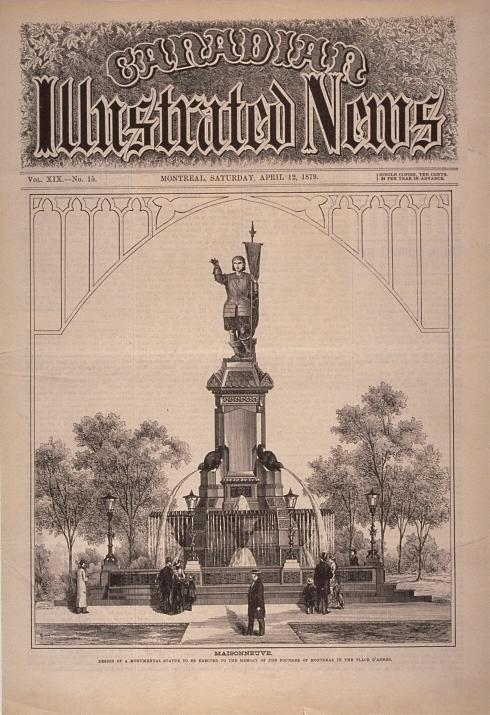
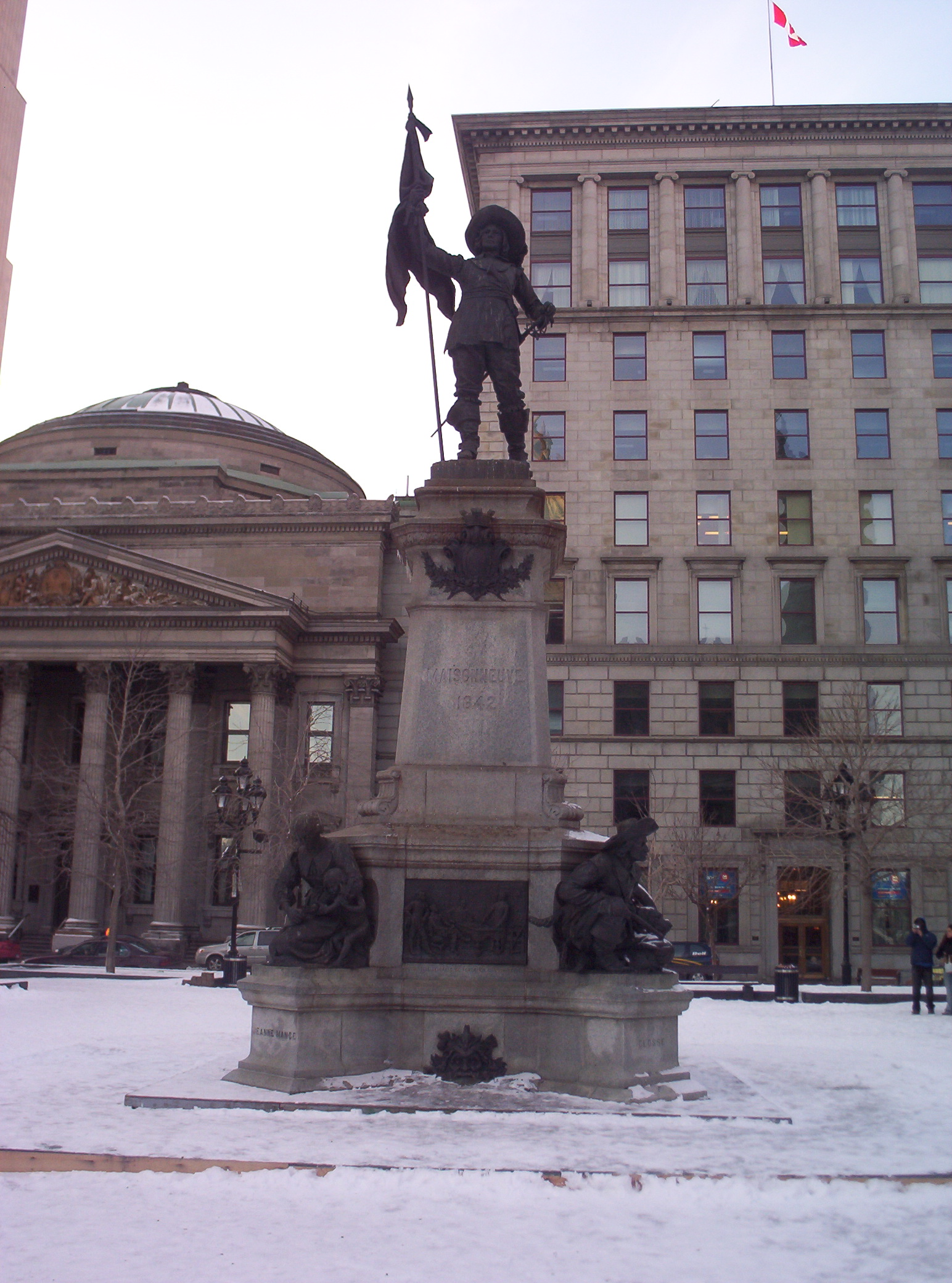
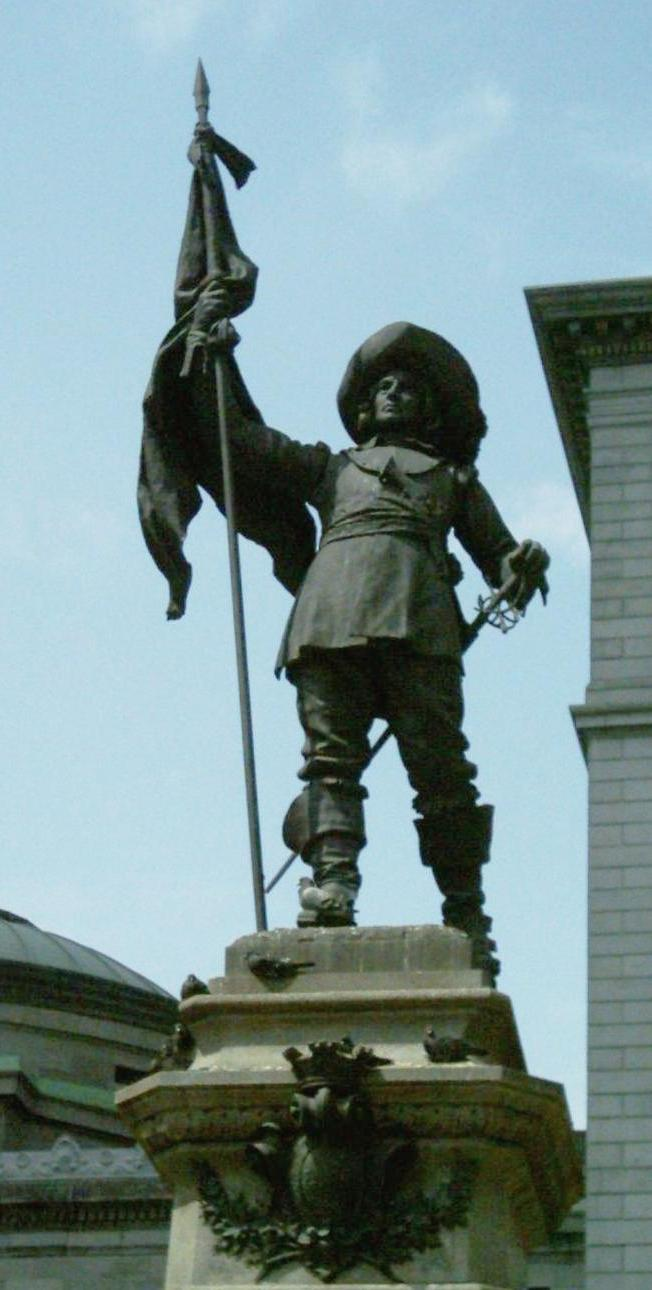